# غومازي صالح
غومازي صالح (بالفارسية: گومازی صالح) هي قرية تقع في البلدة المركزية في إيران. يقدر عدد سكانها بـ 221 نسمة بحسب إحصاء 2016.